# Chloridolum superbum
Chloridolum superbum är en skalbaggsart som beskrevs av Aurivillius 1908. Chloridolum superbum ingår i släktet Chloridolum och familjen långhorningar. Inga underarter finns listade i Catalogue of Life.